# Michael Rodenberg
Michael Rodenberg, detto Miro (...), è un tastierista e DJ produttore tedesco che ha acquisito fama per aver collaborato con band heavy metal quali Rhapsody of Fire, Kamelot, Heaven's Gate e molte altre.

## Biografia
Miro ha prodotto molti album assieme a Sascha Paeth. Nel 2004 ha partecipato al progetto della opera metal band Aina, con la quale hanno collaborato molti altri musicisti della scena heavy metal. Dal 2005 è il tastierista degli Edguy (soltanto in studio) e degli Avantasia (sia live che in studio), le due band di Tobias Sammet.

## Opere

### Produzioni
- 1997 - Legendary Tales
- 1998 - Symphony of Enchanted Lands
- 1999 - King of the Nordic Twilight
- 1999 - The Fourth Legacy
- 2000 - Dawn of Victory
- 2000 - Holy Thunderforce
- 2001 - Karma (Kamelot)
- 2001 - Rain of a Thousand Flames
- 2002 - Power of the Dragonflame
- 2003 - Epica
- 2004 - Tales from the Emerald Sword Saga
- 2005 - The Black Halo
- 2005 - The Score - An Epic Journey

### Apparizioni
- 2004 - Another Sun
- 2005 - Reason
- 2005 - The Black Halo
- 2005 - Superheroes
- 2006 - Rocket Ride
- 2008 - The Scarecrow
- 2009 - Tinnitus Sanctus
- 2010 - The Wicked Symphony
- 2010 - Angel of Babylon
- 2011 - The Flying Opera
- 2012 - Age of the Joker
- 2013 - The Mystery of Time